# Bătălia de la Ratisbona
Bătălia de la Ratisbona (fr. Ratisbonne) a reprezentat o confruntare importantă din Războiul celei de-a Cincea Coaliții, opunând armata austriacă a arhiducelui Arhiducele Carol al Austriei, unei armate franceze superioare numeric, sub conducerea Împăratului Napoleon. Bătălia s-a încheiat cu victoria francezilor.
După importanta victorie de la Eckmühl, în dimineața zilei de 23 aprilie 1809, mareșalul Berthier îl informează pe Împăratul Napoleon asupra mișcărilor austriece, aflați în plină retragere. După o acțiune secundară de cavalerie prin care austriecii încearcă să protejeze retragerea armatei, mareșalii francezi Lannes și Davout își aduc diviziile în contact cu inamicul, în apropiere de Regensburg, unde ariegarda austriacă se refugiase. Orașul este bombardat și francezii reușesc să pătrundă spre orele 18-19. Din cauza bombardamentului cu ghiulele înroșite, circa 150 de case sunt distruse de incendiu. Austriecii evacuează rapid orașul lăsând în urmă un număr mare de prizonieri. În timpul bătăliei, Napoleon a fost rănit ușor la picior de un glonte, remarcând sec că „Nu poate să fie decât un tirolian. Oamenii ăștia sunt foarte îndemânatici.”